# Wysokie (gromada w powiecie łomżyńskim)
Wysokie – dawna gromada, czyli najmniejsza jednostka podziału terytorialnego Polskiej Rzeczypospolitej Ludowej w latach 1954–1972.
Gromady, z gromadzkimi radami narodowymi (GRN) jako organami władzy najniższego stopnia na wsi, funkcjonowały od reformy reorganizującej administrację wiejską przeprowadzonej jesienią 1954 do momentu ich zniesienia z dniem 1 stycznia 1973, tym samym wypierając organizację gminną w latach 1954–1972.
Gromadę Wysokie z siedzibą GRN w Wysokiem utworzono – jako jedną z 8759 gromad – w powiecie łomżyńskim w woj. białostockim, na mocy uchwały nr 18/V WRN w Białymstoku z dnia 4 października 1954. W skład jednostki weszły obszary dotychczasowych gromad Wysokie, Kobylin, Zalesie, Karwowo, Kołaki Strumienie i Kołaki Wietrzychowo oraz miejscowość Rogienice Piaseczne wieś z dotychczasowej gromady Rogienice Piaseczne ze zniesionej gminy Rogienice w tymże powiecie. Dla gromady ustalono 11 członków gromadzkiej rady narodowej.
31 grudnia 1959 z gromady Wysokie wyłączono wsie Kołaki-Strumienie, Kołaki-Wietrzychowo i Rogienice Piaseczne włączając je do gromady Rogienice Wielkie, po czym gromadę Wysokie zniesiono włączając jej (pozostały) obszar do nowo utworzonej gromady Górki-Sypniewo.